# 萊奧納 (紐約州)
萊奧納（英語：Laona）是位於美國紐約州學托擴縣的非建制地區。

## 歷史
萊奧納的郵局於1826年設立，其後於1905年停運。

## 地理
萊奧納所處的海拔為高於海平面259米（即850英呎），而該地所採用的時區為UTC-5，即北美东部时区（EST）。同時該地設有夏令時間，為UTC-5調快一小時，即UTC-4（EDT）。